# مونتيروني دارابيا
مونتيروني دارابيا (بالإنجليزية: Monteroni d'Arbia)‏ هي بلدية في مقاطعة سيينا في منطقة توسكانا الإيطالية، وتقع على بعد حوالي 60 كيلومتر (37 ميل) جنوب فلورنسا وحوالي 13 كيلومتر (8 ميل) جنوب شرق سيينا في المنطقة المعروفة باسم كريت سينيسي. أخذت اسمها من نهر Arbia torrent، أحد روافد نهر Ombrone .

## المعالم السياحية الرئيسية
وجد بها معالم أثرية، حيث يعود تاريخ ساحة القديس يوحنا المعمدان، في كورسانو، إلى ما قبل عام 1031، وبها صحن الكنيسة وممرين، وهي مثال على العمارة الرومانية مع تأثيرات بيزان ولومبارد. وتضم لوحتين من تصميم أليساندرو كاسولاري .
وتحتوي كنيسة سان جيمس وكريستوفر في كونا على بقايا من اللوحات الجدارية من القرن الرابع عشر.

## روابط خارجية
- الموقع الرسمي

بلديات